# Immaculate Reception
The Immaculate Reception (« l'Immaculée Réception » en référence à l'Immaculée Conception) est le surnom donné à l'une des actions les plus connues de l'histoire du football américain. Elle s'est produite pendant la saison 1972 dans un match éliminatoire l'American Football Conference (AFC) en National Football League (NFL). Ce match, joué au Three Rivers Stadium de Pittsburgh le 23 décembre 1972, opposait entre les Steelers de Pittsburgh et les Raiders d'Oakland.

## Description

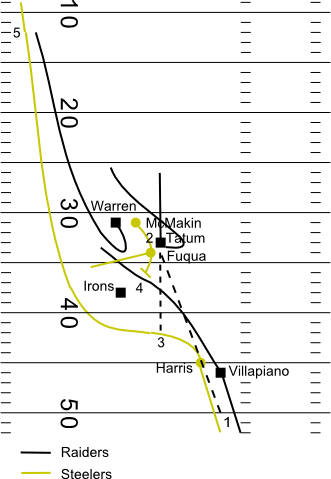
Immaculate Reception

En toute fin de match, mené 7 à 6, le quarterback des Steelers de Pittsburgh Terry Bradshaw a lancé une passe au running back John Fuqua. Ce dernier a été immédiatement taclé par le safety des Raiders Jack Tatum et le ballon ricoche en arrière. Avant que le ballon ne touche le sol, le fullback des Steelers Franco Harris récupère celui-ci et marque un touchdown qui scelle la victoire de son équipe qui s'impose finalement 13 à 7,,.
Cette action est une source de controverse et la spéculation depuis, car si le ballon a touché soit Fuqua ou le sol avant qu'Harris ne l'attrape, il s'agit d'une passe incomplète selon les règles de l'époque, et donc avec le touchdown non valable, la victoire revient aux Raiders. En 1998, après une revue des images disponibles, des journalistes ont confirmé que le touchdown était bien valable car le ballon aurait touché Jack Tatum.

## Postérité
NFL Films (en) a désigné cette action comme la plus grande de tous les temps, ainsi que la plus controversée. Cette action a fait l'objet d'un film, de quatre documentaires, de trois livres et même de plusieurs thèses.